# Ermita de Sant Cristòfol de Culla
L'Ermita de Sant Cristòfol de Culla, comarca de l'Alt Maestrat, és un ermita datada al segle xviii, dedicada a Sant Cristòfol que està situada en el paratge conegut com "La Lloma", anomenada també "Lloma d'En Bom", sobre una mola rocosa que es troba a més de 1000 metres d'altitud. El paratge es troba aproximadament a un quilòmetre al sud de la localitat de Culla.
Està catalogada com Bé Immoble de Rellevància Local, amb codi: 12.02.051-008.

## Història
Es diu que van ser els mateixos veïns de Culla els que van construir aquesta ermita a la fi del segle xviii, hi ha autors que consideren plausible que l'any de finalització de les obres fóra 1799, per poder evitar d'aquesta manera haver de traslladar-se fins a la propera localitat de Benassal per honorar Sant Cristòfol, en l'ermita que el sant tenia en aquest poble. Hi ha autors que consideren possible que la construcció de l'ermita tingués el seu origen en diferències que van sorgir entre els dos municipis.

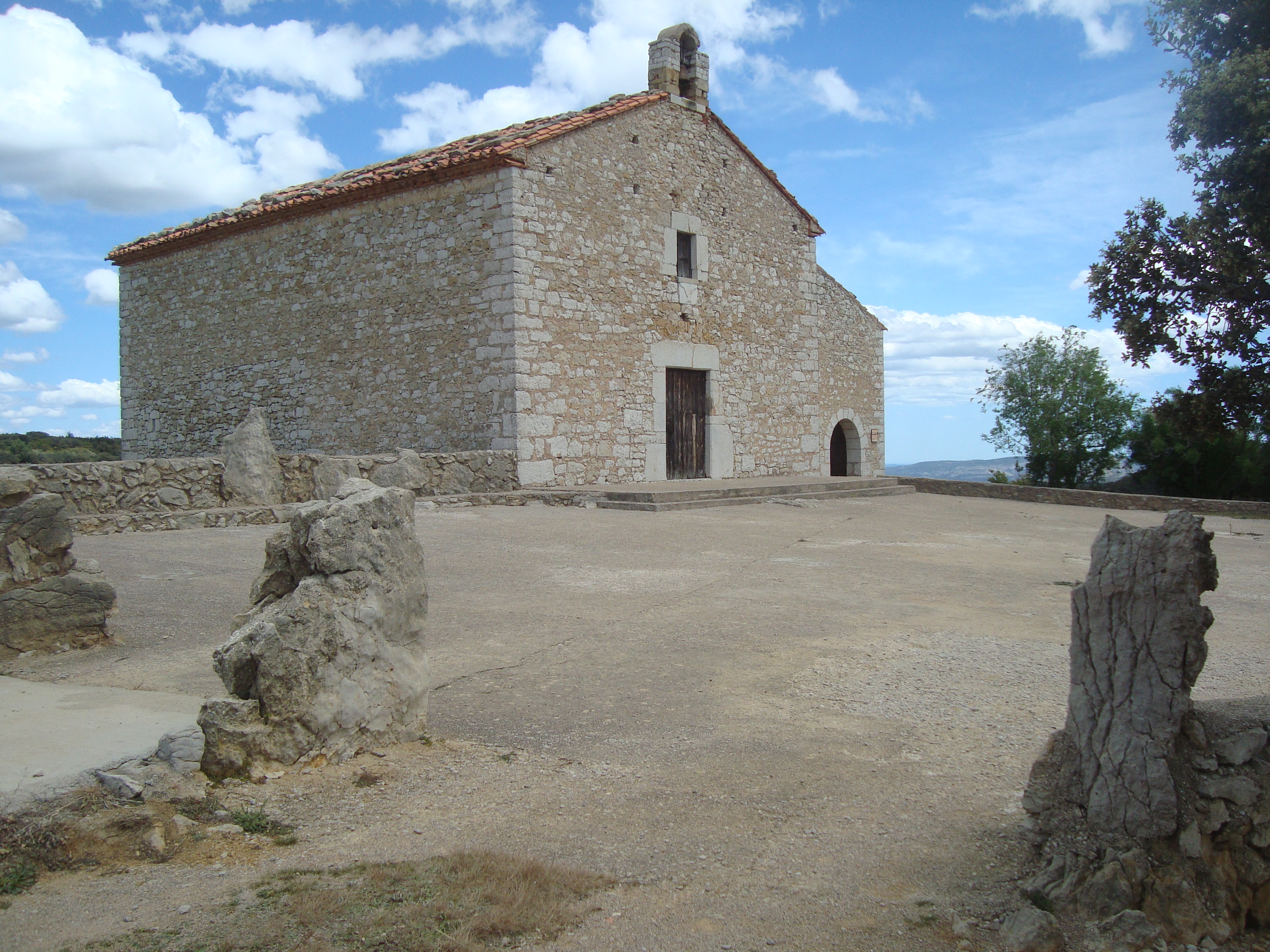
Ermita de Sant Cristòfol (Culla)

## Arquitectura
Es tracta d'una construcció austera, de planta rectangular, amb fàbrica de maçoneria reforçada en els cantons amb carreus i acabada en una coberta de doble vessant i amb ús de teules. Externament crida l'atenció l'ampli porxo que va ser afegit a 1918 a la construcció inicial. Té quatre arcs de mig punt laterals i un frontal. A sobre d'aquest porxo, que presenta una teulada independent de menor altura, en ella hi ha una sala que és utilitzada per les autoritats municipals en els actes festius que s'hi realitzen un cop l'any. A part d'aquest porxo, la façana és d'una extrema senzillesa. La porta d'accés, que és de fusta, presenta llinda i una finestra rectangular. Com a remat, l'ermita compta amb una petita espadanya per a una sola campana.
L'única campana que presenta, té com a nom Verge del Carme, i és obra dels fonedors Germans Roses de València, i data de 1920, i compta amb un pes de 72 quilograms.
Per la seua banda, a l'interior segueix l'austeritat i senzillesa externes, presentant una bella sobrietat. Té tres naus que es troben separades per una sèrie de columnes que presenten capitells jònics, però no té capelles laterals. Així, es poden distingir dos trams, el creuer i la capçalera. Presenta a més volta de canó, suportada per arcs de mig punt, encara que en les naus laterals la volta és d'aresta, mentre que en el creuer que presenta una cúpula rebaixada sobre petxines la qual cosa, no té repercussió externa. També presenta cor alt en la part dels peus, i els laterals del creuer, tot i ser curts, són emprats com a sagristia i sala per als exvots. Respecte a l'altar presenta un quadre amb la imatge del sant titular, sant Cristòfol.
L'ermita té la seua festivitat el dilluns de Pentecosta, quan es porta a terme una romeria, en la qual es trasllada la imatge del Sant, es porta a terme una missa, la benedicció de vehicles i un dinar camper. Després dels actes es torna al poble processionalment.
Molt a prop es troba el conegut com "Astropunt" de Culla, que és un observatori situat al capdamunt del Maestrat, (a 1.030 metres d'altura).